# Пий IV
Пий IV, роден Джовàни Àнджело Мèдичи ди Мариняно (на италиански: Giovanni Angelo Medici di Marignano; * 31 март 1499, Милано, Миланско херцогство; † 9 декември 1565, Рим, Папска държава), е 224-ият папа на Католическата църква от 1559 до 1565 г. Известен е с председателството на кулминацията на Трентския събор.

## Произход
Той е второто дете на Бернардино Медичи ди Нозиджа от семейство Медичи ди Милано, и на Чечилия Сербелони. За семейството на баща му се смята, че е в далечна връзка с Медичите от Флоренция, макар и без реални доказателства за общ произход. Въпреки известното фамилно име семейството му по бащина линия не принадлежи към висшата аристокрация, а към миланския патрициат и няма семейни отношения с Медичите от Флоренция. Баща му, бирник и лихвар, живее в сграда, разположена в квартал „Нозиджа“ в Милано; семейството има малко по-висок от средния стандарт на живот. И майка му принадлежи към семейство, което все още не може да се счита за напълно благородническо: баща ѝ всъщност е юрист, принадлежащ към семейство на нотариуси.
Има един брат и две сестри:
- Джан Джакомо (* 1498, † 1555), който започва военна кариера, получавайки много почести; по-късно е номиниран за маркиз на Меленяно.
- Маргарита, съпруга на граф Джиберто II Боромео, граф на Арона, майка на свети Карло Боромео
- Клара, съпруга на австрийския благородник Волф Дитрих фон Емс цу Хоенемс, вербовчик и командир на наемни войски

## Биография
Джовани Анджело учи философия и медицина в Павийския университет, а след това посещава курсове по право в Болоня, където на 11 май 1525 г. завършва гражданско и канонично право. Става известен експерт юрист и на 28-годишна възраст решава да постъпи в служба на Църквата, като отива в Рим, където пристига на 26 декември 1527 г. Оттам се завръща в Ломбардия през 1528 г., където е архиерей на Мацо ди Валтелина до 1529 г., когато неговият далечен роднина Климент VII го отзовава в Рим и го назначава за апостолически протонотарий (26 декември 1529 г.).
Качествата му на неуморим служител и способността му да ръководи делата предизвикват дълбокото уважение на наследника на папа Климент VII – папа Павел III. По същото време, през 1545 г., брат му Джан Джакомо Медичи се жени, със съгласието на Павел III, за Марция Орсини от благородническата фамилия Орсини. С този брак семейство Медичи се сродява с могъщите принцове Орсини, изкачвайки се до високите етажи на италианската аристокрация. Той също става роднина на Павел III, чиято баба по майчина линия е Катерина Орсини от херцозите на Гравина. Именно Павел III издига кардинал Джовани Анджело Медичи през 1549 г. Друга косвена последица е, че благородниците Медичи от Флоренция започват да наричат семейството на Джовани Анджело „роднини“ по очевидни причини за престиж, особено след избирането на последния. През същата година и до 1553 г. той е избран за епископ на епархията на Рагуза в Далмация.
Участва в конклава от 1549-1550 г., който избира папа Юлий III. При този папа Джовани Анджело е назначен за префект на Висшия съд на апостолската сигнатура, за легат на Романя (1551) и за губернатор на Кампаня и Маритима (1552). На конклава от април 1555 г. застава на страната на антифренската фракция. Конклавът избира папа Марцел II.
Участва и в конклава от май 1555 г., който избира папа Павел IV. При неговия понтификат положението му се влошава: всъщност той предпочита да напусне Рим (лятото на 1558 г.). Прекарва известно време в Ломбардия, след това в Тоскана, където се опитва да излекува подаграта, която го измъчва.
В периода преди избора му за папа през 1559 г. заема следните длъжности:
- 1529: назначен за протонотарий апостол, получава архиерейството на Мацо близо до Тирано (Валтелина)
- 1534: губернатор на Асколи
- 1535: губернатор на Чита ди Кастело
- 1536-1541: губернатор на Парма
- 1539: губернатор на Фано
- 1542-43: комисар на папските войски, изпратени в Унгария и Полша срещу турците и лутераните
- ноември 1542: постоянен командир на манастира „Сан Джемоло ди Гана“
- 1543: отговаря за дипломатическа мисия до херцога на Ферара. Отива в Бусето, за да разреши граничен спор
- 1544: губернатор на Анкона
- 14 декември 1545 – 1553: архиепископ на Рагуза ди Далмация (ръкоположен на 25 април 1546 г.)
- 1546: папски легат в Германия, където си сътрудничи с император Карл V във войната му срещу Шмалкалдската лига
- 1547: папски легат в Болоня
- 1548: вицелегат в Перуджа
- 8 април 1549 - 1 септември 1550 и 11 декември 1552 - 1553: кардинал презвитер на Санта Пуденциана
- 21 юли 1550 г.: префект на Църховния трибунал на апостолическата сигнатура
- 1 септември 1550 – 23 март 1552: кардинал свещеник на Сант Анастасия
- 22 май 1551 г.: папски легат в Романя
- 1552: губернатор на Кампаня и Маритима
- 1 март 1553 г. – 25 юни 1556 г.: епископ на Касано ал Йонио
- 11 декември 1553 – 20 септември 1557: кардинал презвитер на Санто Стефано ал Монте Челио
- 25 юни 1556 - 7 май 1557: епископ на Фолиньо
- 20 септември 1557 – 25 декември 1559: кардинал презвитер на Санта Приска
- (1557-58): назначен за абат комендатор на Сан Силано ди Романяно и приор комендатор на Санта Мария ин Калвенцано във Вицоло Предабиси

### Папа

#### Избор за папа
След смъртта на папа Павел IV е избран за папа на 26 декември 1559 г. На 6 януари 1560 г., в деня на Богоявление, той е коронясан в параклиса на Павлин от декана на Светия съвет на кардиналите Алесандро Фарнезе Младши. Пий IV е четвъртият кардинал сред издигнатите от Павел III, който става папа. Конклавът се открива на 5 септември и се закрива на 26 декември за продължителност от 112 дни: това е най-дългият от повече от два века. 
Първото му важно действие е да помилва участниците в бунта, който е свалил предишния папа и да доведе под съд племенниците на предшественика си, от които кардинал Карло Карафа е удушен, а Джовани Карафа, херцог на Палиано – обезглавен.

#### Трентски събор
На 29 ноември 1560 г. Пий IV публикува булата Ad ecclesiae regimen, с която възобновява работата на Вселенския събор, като свиква отците на събора в Тренто на 18 януари 1562 г. Възобновяването на събора, спрян от папа Юлий III, изисква продължителни преговори между Рим и големите католически сили (Испания, Империята и Франция). Трите сили са разделени: от една страна, император Фердинанд I Хабсбург и съпругата на кралицата на Франция, Катерина де Медичи, биха искали свикването на нов съвет в град, различен от Тренто. Испанският крал Филип II пък иска приемственост с предишните събори да бъде изрично посочена в булата. Булата обявява свикването на събора, без обаче изрично да потвърди приемствеността с предишните сесии.
Преди да се възобнови работата, Пий IV нарежда преразглеждането на процеса срещу кардинал Джовани Джероламо Мороне (затворен от папа Павел IV по обвинения в ерес), който завършва с пълното му оправдаване. Напълно реабилитиран, Пий IV изпраща кардинала в Тренто, за да ръководи последните сесии на събора като папски легат (1563 г.).
Пий IV окончателно закрива Трентския събор на 4 декември 1563 г. Декретите на събора са потвърдени от папата в консисторията на 26 януари 1564 г. и публикувани на 30 юни (була Benedictus Deus). С апостолическата конституция Alias Nos от 2 август папата назначава колегия от осем кардинали, отговорни за прегледа и оценката на декретите: Конгрегацията на събора. Преди това на 24 март е одобрен новият Индекс на забранените книги. На 13 ноември 1564 г. папата одобрява с булата Iniunctum nobis „Тридентския символ на вярата“ (Professio fidei Tridentinae), утвърждавайки с този акт върховната папска власт в рамките на църковната общност. На 24 февруари 1565 г. публикува булата In principis apostolorum sede, с която изрично се отменят всички привилегии, изключения и имунитети, предоставени за всяка титла, които са в противоречие с нормите на събора. Символът на вярата остава непроменена до 1877 г.
Нужни са голямо умение и внимание, за да се стигне до споразумение относно належащите въпроси, тъй като трите основни държави-участнички са готови да обединят сили в подкрепа на своите искания срещу исканията на Рим. Пий IV обаче, подпомаган от кардинал Морони и Карло Бормео, успява да доведе съвета до удовлетворяващ за всички завършек. Определенията и декретите са потвърдени чрез папска була на 26 януари 1564 г. И въпреки че са посрещнати с известни ограничения от страна на Франция и Испания, прословутото Кредо на Пий IV или Тридентинско кредо се превръща в авторитетен израз на католическата вяра.

#### Борба срещу ересите и защита на християнството
Във Франция надвисва опасността от разкол на хугенотите. За да го осуети, Пий IV подкрепя борбата на френския крал срещу тях, доставяйки войски и пари. Папата отправя оплакванията си до кралицата на Англия Елизабет I за дискриминацията срещу английските католици. На Мария Стюард – католическа кралица на Шотландия той подарява Златната роза. Анна Ягелонина – съпруга на Фердинанд I Хабсбург, император на Свещената Римска империя, също получава Златната роза.
За да защити християните от Северна Африка, той организира военна експедиция до о-в Джерба през 1560 г.

#### Връзки с църковните институции
- За да регулира Инквизицията, папа Павел IV публикува четири апостолически конституции: Pastoralis Officii (14 октомври 1562 г.), Cum inter crimina от 27 декември 1562 г., Romanus Pontifex (16 февруари 1564 г.)[N 2] и Cum per nos от 1564 г.
- На 10 март 1561 г. публикува булата Sacrosanct Romana Ecclesia, с която признава евхаристийното чудо на Моровале, състояло се в град Моровале през април 1560 г.: след пожар, който опустошава църквата на манастира „Сан Франческо“, частицата от Благословеното причастие е намерена непокътната, въпреки факта, че „сребърната ваза“, която я съдържа, се е разтопила
- На 1 октомври 1561 г. той одобрява основаването на Ордена на Свети Стефан, папа и мъченик, създаден от Козимо де Медичи, херцог на Флоренция и Сиена (папско послание Eximiae devotionis). На 1 февруари 1562 г. той одобрява неговия статут, като го освещава под бенедиктинското правило (була His, quae pro Religionis propagatione)
- 1 март 1564 г.: налага на епископите ефективното присъствие в техните епархии
- Забранява преизбирането на едни и същи лица в провинцията, освен по спешна причина (апостолическа конституция Sedis Apostolicae, 14 септември 1565 г.)

#### Богословски решения и такива по литургични въпроси
През 1562 г. Трибуналът на Инквизицията осъжда французина Одет дьо Колини дьо Шатийон, издигнат за кардинал от папа Климент VII, който през 1560 г. се е обърнал към Протестантската реформация. На 31 март 1563 г. Пий IV потвърждава присъдата за ерес с отлъчване от Църквата.
На 24 март 1564 г. той публикува булата Dominici Gregis Custodiae, с която потвърждава забраната за призоваване на мъртвите, вече потвърдена от Фераро-флорентинския събор през 1439 г., обявявайки я за магическа практика.
Пий IV отменя дисциплинарната реформа на манастирите на своя предшественик Павел IV (1555 г.).
През 1560 г. беатифицира Гонзало ди Амаранте – португалско религиозно лице и проповедник от 12 – 13 век.

#### Отношения с евреите
На 27 февруари 1562 г. Пий IV публикува булата Dudum felicis, с която потвърждава суровите разпоредби на своя предшественик Павел IV спрямо евреите. Въпреки това той увеличава размера на римското гето и се ангажира да отвори магазини точно извън стените, за да облагодетелства евреите. Впоследствие обаче той се отказва от тази цел по съвет на император Фердинанд I Хабсбург. Пий IV позволява на евреите да правят печатни копия на Талмуда, въпреки че името на печатаря, което се появява на заглавната страница, трябва да е християнин.

#### Други документи на Пий IV
След закриването на Трентския събор Пий IV издава други разпоредби:
- Започва да съставя първия Катехизис на Католическата църква (въпреки че не успява да го види отпечатан през 1566 г.)
- Нарежда да се подготви реформата на Римския бревиарий (богослужебна книга, съдържаща каноничните часове на Католическата църква) и на Мисала
- Започва преразглеждането на Вулгата. За тази цел назначава комисия от кардинали (1561), която започва събирането на важни ръкописи[9]
- На 20 януари 1564 г.  публикува известната „Була за прошка“, адресирана до общността на Меленяно[10]
- През 1564 г. постановява, че във всички университети на католическите страни студентите, преди да се дипломират, трябва да направят изповед на вярата в съответствие с ученията на Трентския събор (була In Sacrosanta). Следователно, отлъчените лица, атеистите и всеки, който изповядва религия, различна от Католицизма, са изключени от дипломиране в който и да е факултет[11][12]
- С булата Sedes Apostolica Gratiarum Abundantissima Mater (22 февруари 1564 г.) дава на колегията от доктори на Урбинския университет правото да дава степени.

#### Управление на Папската държава
По време на своя понтификат Пий IV издава някои важни разпоредби. На 22 март 1560 г. напр. той потвърждава привилегията на община Анкона местните аптеки да бъдат инспектирани от техните лекари и консерватори, а не от Протомедика на Рим.

#### Строителни работи в Рим
През 1561 г. папата завършва изграждането на Вила Пия вътре във Ватиканските градини, поръчана от неговия предшественик Павел IV.
През 1565 г. нарежда изграждането на три нови пътя на север от Пасето, като по този начин разширява района на Борго. Трите улици се наричат съответно Борго Пио (от името на папата), Борго Виторио (от победата при Лепанто) и Борго Анджелико (от Анджело, кръщелното име на папата).
Пред руините от баните на Диоклециан той издига базиликата „Санта Мария дели Анджели и дей Мартири“ (була от 27 юли 1561 г.).

#### Покровител на изкуствата и науките
Пий IV се оказва щедър покровител на изкуствата по време на своето папство. Сред основните художници, на които той поръчва творби, са Микеланджело Буонароти, Даниеле да Волтера и Джовани да Удине. Сред най-значимите му произведения трябва да се спомене Порта Пиа, издигната между 1561 и 1564 г. по проект на Микеланджело, за да замени древната Порта Номентана, в края на пътя Пиа.
Папата също така улеснява изкуството на печата, като създава Печатницата на римския народ през 1561 г. Той призовава Паоло Мануцио, третия син на Алдо, да я ръководи (Motu proprio от 22 юли 1561 г.). Впоследствие папата предоставя привилегията за печат и на други печатници. За няколко години градът става вторият град за производство на книги в Италия след Венеция.
Сред другите мерки за насърчаване на разпространението на културата Пий IV насърчава реформата на светата музика, одобрявайки работата на Джовани Пиерлуиджи да Палестрина.
Той също така потвърждава предимствата на университета в Дуе – културната столица на Фландрия.

#### Борба срещу непотизма
Предшественикът на Пий IV, Павел IV, облагодетелства собственото си семейство Карафа по много начини, предоставяйки им привилегии и предимства. Пий IV започва разследване на роднините на своя предшественик. Много са освободени от задълженията си, някои кариери са блокирани. Кулминацията на разследването е през 1560 г.: на 30 януари същата година кардиналът Карло Карафа е отстранен от длъжност. На 7 юни Пий IV го арестува, заедно с трима други добре известни членове на семейството, за злоупотреби с власт, упражнявана по време на предишния понтификат. Карло е обвинен в склоняване на чичо си папата да води безсмислена война срещу могъща Испания, както и в ерес заради отношенията си с турския султан. Брат му Джовани е обвинен, че е удушил жена си за изневяра и че лично е убил нейния любовник. Алфонсо Карафа, кардинал като Карло, е обвинен в изнудване на умиращия си чичо за пари. Феранте Карафа и Леонардо де Карденас също са арестувани. Карло и Джовани Карафа са осъдени на смърт. Екзекуцията е извършена в замъка Сант Анджело през март 1561 г. Карло, като кардинал, е екзекутиран с гарота, т.е. без кръвопролития (нощта на 4 срещу 5 март 1561 г.). На разсъмване на 5 март брат му Джовани, Феранте Карафа и Леонардо де Карденас са обезглавени.
Последната смъртна присъда срещу кардинал е изпълнена на 16 юли 1517 г., когато е екзекутиран Алфонсо Петручи.
Сред мерките срещу непотизма е и указ, публикуван на 19 ноември 1561 г. С него се установява продължителността на длъжността „коадютор". Той изтича със смъртта на папата, който го назначава. По този начин прелатът няма право да го наследи, заобикаляйки конклава.
Тази суровост в потискането на непотизма на предишния папа не му попречва да ги приложи сам с роднините си. Пий IV назначава голям брой кардинали сред роднините си: той издига двама свои племенници – Карло Боромео и Маркус Зитикус фон Хоенемс, братовчед си по майчина линия Джовани Антонио Сербелони, както и други по-далечни роднини като неаполитанеца Алфонсо Джезуалдо (девер на сестрата на Карло) и пиемонтезеца Гуидо Фереро (братовчед на Карло Боромео).

#### Конспирация на Аколти
През 1565 г. е осуетен заговор срещу папата. В края на 1564 г. графовете Антонио Каноса и Тадео Манфреди, кавалерът Джанджакомо Пеличионе, Бенедето Аколти (незаконен син на кардинал Пиетро Аколти), неговият племенник Джулио, Просперо Питори и Джовани да Норча (слуги на граф Манфреди), замислят заговор с цел убийството на папата. Събрани в сграда в квартал Борго, в непосредствена близост до църквата „Сан Лоренцо ин Пискибус“, през нощта на 6 ноември, на следващия ден те отиват на аудиенция при папата в Залата на сигнатурата, въоръжени с мечове и кинжали, но по някаква причина не успяват да изпълнят делото. През следващите седмици заговорниците отново поискват аудиенция при Пий IV, като по-късно успяват да бъдат приети на 14 декември. Предната вечер обаче кавалер Пеличионе отива в папските апартаменти, като след много настоявания успява да бъде допуснат до присъствието на папата, на когото разкрива за съществуването на заговора.
Сутринта на 14 декември папските милиции нахлуват в двореца на граф Манфреди, където спят заговорниците, като успяват да ги арестуват всички с изключение на граф Каноса, който е арестуван четири дни по-късно в къщата на проститутка. След разпити, изтезания и процес, продължил повече от месец, присъдата е издадена на 18 януари: Каноса, Манфреди и Бенедето Аколти са осъдени на смърт, Пеличоне е заточен, а всички останали са оправдани.

### Смърт
Пий IV умира на 66-годишна възраст на 9 декември 1565 г. поради треска с усложнения, причинени от инфекция на пикочните пътища. Карло Боромео и Филипо Нери присъстват на смъртния му одър. Той е временно погребан в Свети Петър, но последното му погребение е извършено на 4 януари 1583 г. в презвитерия на базиликата „Санта Мария дели Анджели и дей Мартири“. Негов наследник е Пий V.

### Други
- Giovanni Battista Picotti, PIO IV papa, в Enciclopedia Italiana, Istituto dell'Enciclopedia Italiana, 1935
- Pio IV, в Dizionario di storia, Istituto dell'Enciclopedia Italiana, 2010
- Pio IV, на sapere.it, De Agostini
- Biografia di Pio IV, на Enciclopedia Treccani Online
- (EN) Pius IV, в Enciclopedia Britannica
- Flavio Rurale, PIO IV, papa,  Dizionario biografico degli italiani, vol. 83, Istituto dell'Enciclopedia Italiana, 2015
- Papa Pio IV, на BeWeb, Conferenza Episcopale Italiana
- Papa Pio IV, в Storia e Memoria di Bologna, Comune di Bologna
- (EN) Papa Pio IV, в Catholic Encyclopedia, Robert Appleton Company
- (EN) David M. Cheney, Papa Pio IV, in Catholic Hierarchy
- (EN) Salvador Miranda, MEDICI, Giovanni Angelo de', на fiu.edu – The Cardinals of the Holy Roman Church, Florida International University

## Обяснителни бележки
1. ↑  В действителност предвид нарастващото влияние на семейство Медичи от Милано в Ломбардия Климент VII, който вместо това принадлежи към династията Медичи от Флоренция, използва асонанса на фамилното име, за да използва религиозна фигура, политически влиятелна по това време, благодарение и на подвизите на брат си Джан Джакомо.
2. ↑  Според други е публикувана на 10 март 1561.